# Liste de cochons de fiction
Parmi les cochons de fiction figurent notamment :

## En littérature

### Dans les contes

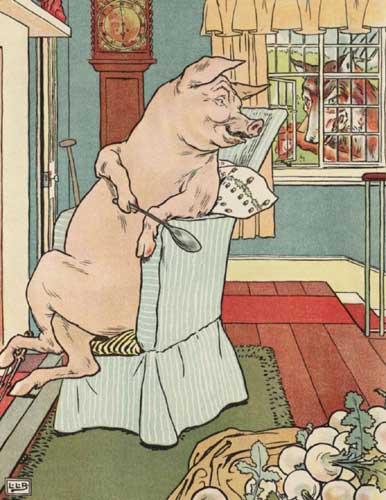
Le troisième cochon dans sa maison de briques nargue le Grand méchant loup. Dessin de The Story of the Three Little Pigs (version du conte Les Trois Petits Cochons) écrit et illustré par Leonard Leslie Brooke après 1903.

- Les Trois Petits Cochons, un conte folklorique

### Dans les romans
- Dans La Ferme des animaux de George Orwell :
  - Sage l'Ancien, philosophe à l'origine de la révolte.
  - Napoléon, dirigeant de la ferme.
  - Snowball, révolutionnaire exilé.
- Dans Stratégie pour deux jambons de Raymond Cousse, 1978, où le narrateur, un cochon, disserte sur sa vie à quelques jours de son abattage.
- Dans Buffet campagnard (Ransay 1990) de Cizia Zykë.
- Dans Les Fables de l'Humpur  de Pierre Bordage, le héros Véhir est un « grogne », hybride mi-cochon, mi-homme.
- Kenneth Cook consacre un roman à La Bête (Pig, 1980, Australie)
- Liste des sangliers de fiction

### En bandes dessinées
- Edmond le cochon, personnage de Martin Veyron et Jean-Marc Rochette (1979-1983)
- Lao-Tseu (compagnon de La Mort), personnage de François Boucq
- Divers cochons dans l'album d'humour Rêves de cochons de Pierre Ballouhey, Paris, Ed. L’Arganier, 2006
- La foire aux cochons de Ptiluc (plusieurs tomes), où les plus grandes figures de l'Histoire sont représentées par des cochons

### En albums jeunesses
Séries
- La famille Quichon, et dans Puce Qui Chante et Fille de King Kong d'Anaïs Vaugelade, éditions L'École des loisirs
- La famille Mellops dans la série de Tomi Ungerer
- Rosie, dans les albums d'Antoon Krings
- La petite cochonne dans La Porte et Il est minuit de Michel Van Zeveren
- Le cochon en panne, Le Cochon et le prince, Le Cochon qui voulait bronzer, Trop chaud ! et L'Invitation faite au loup de Christian Oster

Autres
- Bébé cochon, texte de Grégoire Solotareff, illustrations de Nadja
- Francesca, de Stephanie Blake
- Un monde de cochons de Mario Ramos
- Cochontines et Porculus de Arnold Lobel

## Sur les écrans

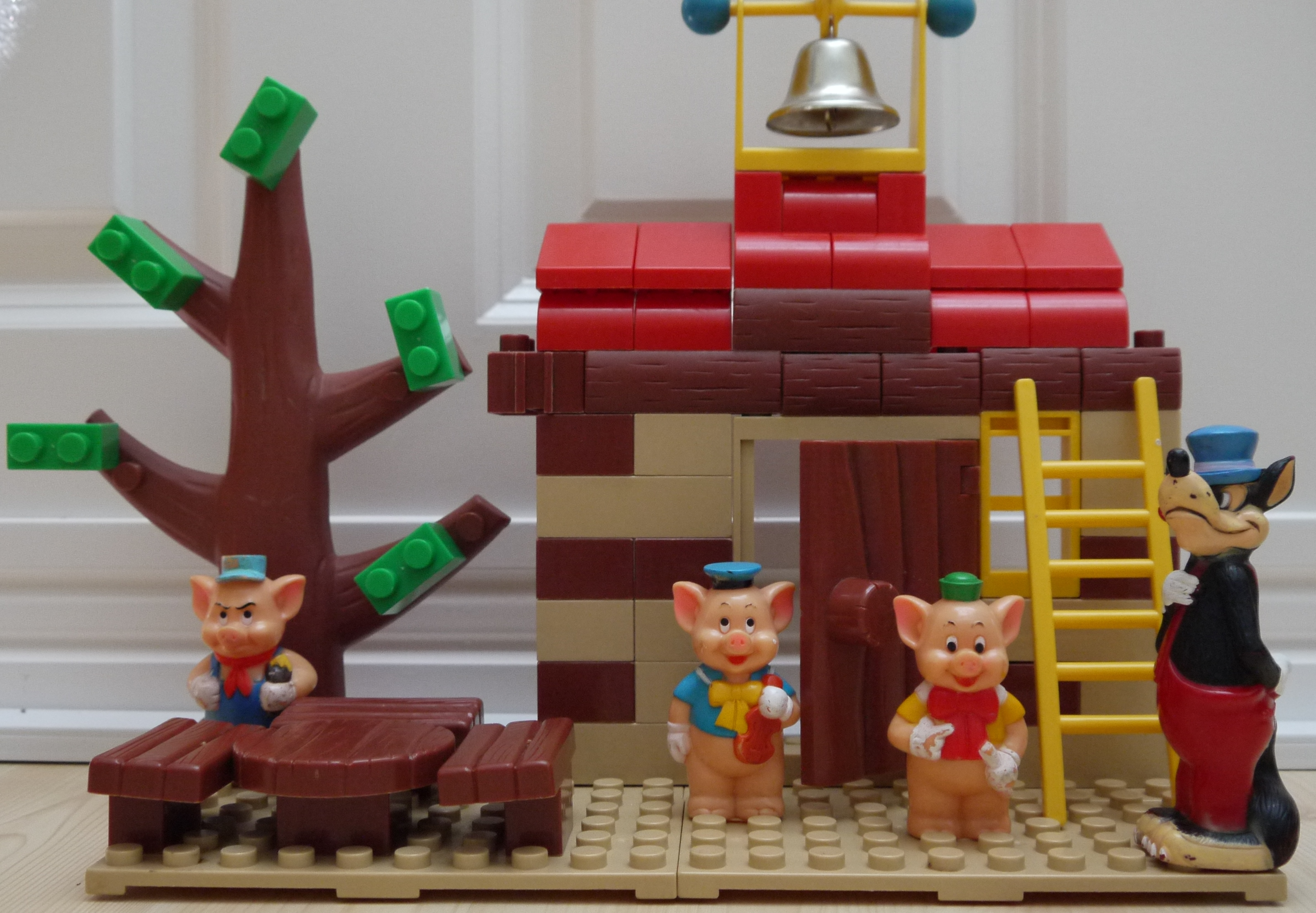
Personnages des 3 petits cochons et du Grand méchant loup, de Disney.

### Au cinéma
- Le Cochon danseur, personnage d'un court-métrage réalisé en 1907.
- Les Trois Petits Cochons (1933), dessin animé de la série Silly Symphonies de Walt Disney : Naf-Naf, Nif-Nif et Nouf-Nouf.
- La Polka des pourceaux (Pigs in a Polka, 1943), dessin animé de la série Merrie Melodies de Warner Bros. : cochon no  1, no  2 et no  3.
- Porco Rosso, le cochon pilotant des avions de guerre d'Hayao Miyazaki (1992).
- Rudy, cochon dans le film de même nom de 1995 et celui de 2007.
- Babe, le cochon de Babe, le cochon devenu berger de Chris Noonan (1996) et de Babe, le cochon dans la ville de George Miller (1999).
- Wilbur, le cochon du film Le Petit Monde de Charlotte (2006).
- Spider-Cochon, le cochon d'Homer Simpson apparu pour la première fois dans Les Simpson, le film (2007). Il est également appelé Harry Crotter ou Plopper et a fait plusieurs autres apparitions dans la série.
- Pua, le cochon dans le dessin animé Vaiana : La Légende du bout du monde (2016).
- Spider-Cochon, le cochon dans le film d'animation Spider-man : New generation (2018).
- Akio Ogino et Yūko Ogino, les parents de Chiriho/Sen, transformés en cochons en punition d'avoir mangé la nourriture des esprits, dans Le Voyage de Chihiro, film d'animation japonais de Hayao Miyazaki (2001).

### À la télévision
- Miss Piggy ou Piggy la cochonne dans Le Muppet Show
- Le capitaine Jean Bondyork et le professeur Enrico Chonaille, cochons du sketche Les cochons dans l'espace dans Le Muppet Show
- Porcinet, l'ami de Winnie l'ourson, produit par Walt Disney Company
- Pic Pic, le cochon magik du Picpic André Shoow.
- Peppa et sa famille Pig dans la série d'animation Peppa Pig britannique créée en 2004.
- Petunia Pig, l'amie de Porky Pig dans les Looney Tunes
- Porky Pig, le cochon bègue des Looney Tunes
- Iggy Arbuckle, le cochon dans Iggy Arbuckle
- Pig du dessin animé Shuriken School, passant sur Toowam sur France 3
- Aglaé, la truie dans la série Aglaé et Sidonie
- Waddles ou Dandinou dans la série Souvenirs de Gravity Falls
- Hubert, l'un des principaux personnage de la série Hubert et Takako.
- Porossionok, personnage principal de la série Le Porcelet.

### En manga et anime
- P-chan, porcelet noir, forme que prend le personnage Ryôga au contact de l'eau froide dans la série Ranma ½
- Oolong, cochon rose métamorphe de la série Dragon Ball.
- Ton ton, cochon dans Naruto.
- Hawk, cochon dans Nanatsu no taizai.

### Dans les jeux vidéo
- Pei'j, homme-cochon, personnage important du jeu Beyond Good and Evil.
- Le cochon est le 3e emblème du jeu Minecraft.
- Les cochons verts du jeu Angry Birds.
- Barnyard Blast, du jeu Barnyard Blast : Le Cochon des Ténèbres.
- PorcoFlic, ennemi de Duke Nukem

## Autre
- Le Cochon qui rit, un jeu de société.
- Histoires de cochons et de science-fiction, recueil de nouvelles de science-fiction (1998).